# Krkovo nad Faro
Krkovo nad Faro – wieś w Słowenii, w gminie Kostel. W 2018 roku liczyła 18 mieszkańców.